# Baron Campbell

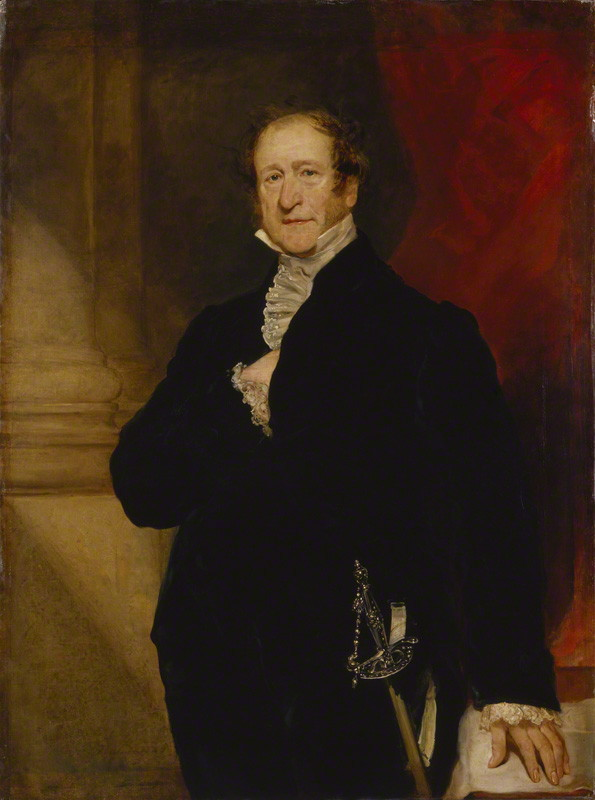
John Campbell, 1. Baron Campbell

Wappen der Barone Stratheden and Campbell

Baron Campbell, of St. Andrews in the County of Fife, ist ein erblicher britischer Adelstitel in der Peerage of the United Kingdom. Der Titel ist seit 1861 mit dem Titel Baron Stratheden verbunden.

## Verleihung und weitere Titel
Der Titel wurde am 30. Juni 1841 für den prominenten Whig-Abgeordneten im House of Commons und Attorney General Sir John Campbell anlässlich seiner Ernennung zum Lordkanzler von Irland geschaffen. Später war er auch Lordkanzler des Vereinigten Königreichs.
In Anerkennung seiner Verdienste war bereits am 22. Januar 1836 seine Ehefrau Hon. Mary Campbell zur Baroness Stratheden erhoben worden.
Die beiden Titel sind vereinigt, seit die Eheleute 1861 bzw. 1860 von ihrem ältesten Sohn beerbt wurden.

## Life Peerages
In der Folgezeit wurden parallel zur genannten Baronie sechs weitere Baronien Campbell, jeweils als Life Peerage in der Peerage of the United Kingdom, geschaffen:
- Baron Campbell of Eskan (1966)
- Baron Campbell of Croy (1975)
- Baron Campbell of Alloway (1981)
- Baroness Campbell of Surbiton (2007)
- Baroness Campbell of Loughborough (2008)
- Baron Campbell of Pittenweem (2015)

## Liste der Barone Campbell (1841)
- John Campbell, 1. Baron Campbell (1779–1861)
- William Campbell, 2. Baron Stratheden, 2. Baron Campbell (1824–1893)
- Hallyburton Campbell, 3. Baron Stratheden, 3. Baron Campbell (1829–1918)
- Alistair Campbell, 4. Baron Stratheden, 4. Baron Campbell (1899–1981)
- Gavin Campbell, 5. Baron Stratheden, 5. Baron Campbell (1901–1987)
- Donald Campbell, 6. Baron Stratheden, 6. Baron Campbell (1934–2011)
- David Campbell, 7. Baron Stratheden, 7. Baron Campbell (* 1963)

Aktuell existiert kein Titelerbe.